# Habermaaß
Habermaaß (HABA) is een Duitse speelgoedfabrikant uit Bad Rodach, Beieren.

## Geschiedenis
In 1938 richtte Eugen Habermaaß en Anton Engel Habermaaß & Co op, een fabriek voor "fijne houten producten". Een paar maanden later richtte hetzelfde duo, in samenwerking met Karl Wehrfritz het bedrijf Wehrfritz & Co op. In 1940, slechts twee jaar na de oprichting verliet Engel het bedrijf, waardoor Habermaaß de enige directeur was. Toen hij in 1955 overleed nam zijn vrouw Luise Habermaaß het bedrijf over. In diezelfde tijd besloot hun zoon, Klaus Habermaaß, die later directeur van HABA zou worden, in de leer te gaan bij een meubelmakerij. Na afronding van zijn studie raakte hij actief betrokken bij het bedrijf van zijn ouders, dat in de jaren daarop uitgroeide tot marktleider.

## Producten
Al sinds de oprichting in 1938 is houten speelgoed het paradepaardje van HABA. Het bedrijf is vooral bekend geworden met zijn houten blokken, die tot op de dag van vandaag een belangrijke plaats innemen. In de eerste decennia breidde men het aanbod uit met onder andere houten trekfiguren, auto's en een uit te bouwen knikkerbaan. Daaropvolgend zagen de eerste gezelschapsspelletjes het licht. Hieruit vloeide in 1986 HABA's bekendste spel Boomgaard uit voort.
De nadruk ligt nog steeds op hout, maar de laatste jaren worden ook steeds meer andere grondstoffen gebruikt. Zo maakt men poppen, kindersieraden, tapijten en kamerdecoraties.
Verscheidene HABA-producten zijn tot speelgoed van het jaar in Duitsland gekozen.